# راس لوینسوهن
راس لوینسوهن (انگلیسی: Ross Levinsohn؛ زادهٔ ۱۹۶۴) یک بازرگان اهل ایالات متحده آمریکا است.